# 美式懸罪
《美式懸罪》（英語：American Crime）是一部由約翰·里德利開創，於2015年3月5日在ABC開播的詩選犯罪電視劇。
本劇為詩選劇類型電視劇，每一季的演員將有機會參演下一季，並飾演不同角色，同時也會加入新演員。電視評論家給予本劇廣泛的好評，蕾吉娜·金恩更蟬連兩屆黃金時段艾美獎有限劇集最佳女配角獎。
2017年5月11日，在播出3季後，即便獲得影評家的讚譽，但仍因收視欠佳而遭到ABC取消。

## 故事
| 季數 | 集数 | 集数 | 首播日期      | 首播日期      |
| 季數 | 集数 | 集数 | 首映          | 季终          |
| ---- | ---- | ---- | ------------- | ------------- |
| 1    | 11   | 11   | 2015年3月5日  | 2015年5月14日 |
| 2    | 10   | 10   | 2016年1月6日  | 2016年3月9日  |
| 3    | 8    | 8    | 2017年3月12日 | 2017年4月30日 |

### 第一季
故事背景發生在加州莫德斯托，講述一對夫婦遭人入室行凶後，由此引出的社會問題在當地引發強烈反響，而事件真相也不如表面單純。在進行法律程序的同時，種族、階級與性別問題都將影響著所有參與者，甚至可能改變他們的一生。

### 第二季
故事背景發生在印第安納州印第安納波利斯，講述一所公立高中男學生泰勒·布蘭控告一所貴族學校裡的明星籃球隊員凱文·拉克洛與艾瑞克·泰納在一場派對上，對他下藥侵犯他後，還將當時的照片放到社群網站上。而這起事件引起全美軒然大波，但案情卻像滾雪球般，情況日趨複雜，進而引爆了性取向及社經地位差距的爭議。

### 第三季
故事背景發生在北卡羅萊納州阿拉曼斯郡，講述赫斯比農莊裡剝削勞工等勞工權益議題、富有但婚姻卻載浮載沉的科茨家之保姆權益以及社工凱瑪拉在輔導特殊受害者的同時，亦面臨到的自身生育問題。

## 卡司陣容
| 演員                   | 登場季數        | 登場季數        | 登場季數        | 登場 集數 |
| 演員                   | 1               | 2               | 3               | 登場 集數 |
| ---------------------- | --------------- | --------------- | --------------- | --------- |
| 費莉希蒂·霍夫曼        | 主演            | 主演            | 主演            | 29        |
| 提摩西·赫頓            | 主演            | 主演            | 主演            | 26        |
| W·厄爾·布朗            | 主演            | Does not appear | Does not appear | 10        |
| 理查·卡布萊            | 主演            | 常設            | 主演            | 21        |
| 凱特琳·傑拉德          | 主演            | Does not appear | Does not appear | 11        |
| 貝尼托·馬丁尼茲        | 主演            | 客串            | 主演            | 16        |
| 潘妮洛普·安·蜜勒       | 主演            | Does not appear | Does not appear | 10        |
| 艾爾維斯·諾拉斯可      | 主演            | 主演            | Does not appear | 19        |
| 強尼·奧提茲            | 主演            | Does not appear | Does not appear | 11        |
| 莉莉·泰勒              | 常設            | 主演            | 主演            | 22        |
| 蕾吉娜·金恩            | 常設            | 主演            | 主演            | 27        |
| 崔佛·傑克森            | Does not appear | 主演            | Does not appear | 10        |
| 康納·傑斯普            | Does not appear | 主演            | 主演            | 13        |
| 喬伊·波拉瑞            | Does not appear | 主演            | Does not appear | 10        |
| 安潔莉可·瑞維拉        | Does not appear | 主演            | Does not appear | 8         |
| 大衛·霍福林            | 常設            | Does not appear | Does not appear | 7         |
| 朱利安·沃克斯          | 常設            | Does not appear | Does not appear | 4         |
| 葛琳蒂莉絲·艾諾亞      | 常設            | Does not appear | Does not appear | 8         |
| 楊時賢                 | 常設            | Does not appear | Does not appear | 4         |
| 布倫特·安德森          | 常設            | 常設            | Does not appear | 16        |
| 雷·賀瑞拉              | 常設            | 常設            | 常設            | 11        |
| 鮑伯·赫斯              | 常設            | Does not appear | Does not appear | 9         |
| 喬·南莫斯              | 常設            | 常設            | Does not appear | 9         |
| 綺拉·波佐              | 常設            | Does not appear | Does not appear | 6         |
| 珍妮佛·沙維奇          | 常設            | Does not appear | Does not appear | 6         |
| 格蘭特·梅瑞特          | 常設            | Does not appear | Does not appear | 4         |
| 塔德·泰瑞              | 常設            | Does not appear | Does not appear | 7         |
| 琥珀·戴維絲            | Does not appear | 常設            | Does not appear | 7         |
| 法倫·泰賀              | Does not appear | 常設            | Does not appear | 6         |
| 艾蜜莉·柏格爾          | Does not appear | 常設            | 客串            | 9         |
| 克里斯多福·史丹利      | Does not appear | 常設            | Does not appear | 4         |
| 史蒂芬妮·席格曼        | Does not appear | 常設            | Does not appear | 3         |
| 安德烈·L·班傑明        | Does not appear | 常設            | Does not appear | 8         |
| 琳恩·布雷克伯恩        | Does not appear | 常設            | Does not appear | 5         |
| 泰·多蘭                | Does not appear | 常設            | Does not appear | 8         |
| 邁克爾·塞茲            | Does not appear | 常設            | Does not appear | 6         |
| 絲凱·亞瑟·凡·弗利特    | Does not appear | 常設            | Does not appear | 9         |
| 米凱兒·X·比澤          | Does not appear | Does not appear | 常設            | 5         |
| 肖恩·布萊克莫爾        | Does not appear | Does not appear | 常設            | 3         |
| 提姆·德凱              | Does not appear | Does not appear | 常設            | 6         |
| 雀莉·瓊斯              | Does not appear | Does not appear | 常設            | 4         |
| 柯特·克勞斯            | Does not appear | Does not appear | 常設            | 6         |
| 珍諾·莫洛尼            | Does not appear | Does not appear | 常設            | 5         |
| 達拉斯·羅伯茲          | Does not appear | Does not appear | 常設            | 6         |
| 安娜·莫佛伊-譚         | Does not appear | Does not appear | 常設            | 7         |
| 吳珊卓                 | Does not appear | Does not appear | 常設            | 4         |
| S·姿蓮·布洛克斯        | Does not appear | Does not appear | 常設            | 4         |
| 克萊頓·卡德納斯        | Does not appear | Does not appear | 常設            | 4         |
| 歐馬·雷瓦              | Does not appear | Does not appear | 常設            | 2         |
| 安德魯·史蒂芬·赫南迪茲 | Does not appear | Does not appear | 常設            | 2         |
| 艾登·華勒斯            | Does not appear | Does not appear | 常設            | 5         |

### 第一季

#### 主要人物
- 費莉希蒂·霍夫曼 飾演 芭芭拉·“芭兒”·漢倫
- 提摩西·赫頓 飾演 羅斯·斯寇奇
- W·厄爾·布朗（英语：W. Earl Brown） 飾演 湯瑪斯·“湯姆”·卡林
- 理查·卡布萊（英语：Richard Cabral） 飾演 赫克特·唐茲
- 凱特琳·傑拉德（英语：Caitlin Gerard） 飾演 奧布蕊·泰勒
- 貝尼托·馬丁尼茲（英语：Benito Martinez (actor)） 飾演 阿朗左·古提瑞茲
- 潘妮洛普·安·蜜勒（英语：Penelope Ann Miller） 飾演 伊芙·卡林
- 艾爾維斯·諾拉斯可（英语：Elvis Nolasco） 飾演 卡特·尼克斯
- 強尼·奧提茲（英语：Johnny Ortiz） 飾演 安“東尼”·古提瑞茲

#### 常設人物
- 蕾吉娜·金恩 飾演 阿莉亞·雪迪
- 大衛·霍福林（英语：David Hoflin） 飾演 馬克·斯寇奇
- 朱利安·沃克斯 飾演 艾德加
- 楊時賢 飾演 蕾雪兒
- 葛琳蒂莉絲·艾諾亞 飾演 珍妮·古提瑞茲
- 莉莉·泰勒（英语：Lili Taylor） 飾演 南西·史川伯格
- 綺拉·波佐 飾演 關·斯寇奇
- 格蘭特·梅瑞特 飾演 馬特·斯寇奇
- 鮑伯·赫斯 飾演 邁克爾·泰勒
- 珍妮佛·沙維奇（英语：Jennifer Savidge） 飾演 露絲·泰勒
- 喬·南莫斯 飾演 瑞克·索德伯格
- 布倫特·安德森 飾演 查克·帕爾默
- 塔德·泰瑞 飾演 傑克森

### 第二季

#### 主要人物
- 費莉希蒂·霍夫曼 飾演 蕾斯莉·格雷漢姆
- 提摩西·赫頓 飾演 丹·蘇利文
- 莉莉·泰勒（英语：Lili Taylor） 飾演 安·布蘭
- 艾爾維斯·諾拉斯可（英语：Elvis Nolasco） 飾演 克里斯·狄克森
- 崔佛·傑克森（英语：Trevor Jackson (performer)） 飾演 凱文·拉克洛
- 康納·傑斯普 飾演 泰勒·布蘭
- 喬伊·波拉瑞 飾演 艾瑞克·泰納
- 安潔莉可·瑞維拉 飾演 艾薇·唐明格茲
- 蕾吉娜·金恩 飾演 泰莉·拉克洛

#### 常設人物
- 琥珀·戴維絲 飾演 史黛妃·蘇利文
- 理查·卡布萊（英语：Richard Cabral） 飾演 賽巴斯欽·迪·拉·托雷
- 法倫·泰賀（英语：Faran Tahir） 飾演 里斯·巴希爾
- 艾蜜莉·柏格爾（英语：Emily Bergl） 飾演 萊拉·泰納
- 克里斯多福·史丹利（英语：Christopher Stanley） 飾演 查爾斯
- 史蒂芬妮·席格曼（英语：Stephanie Sigman） 飾演 莫妮卡·艾娃
- 安德烈·L·班傑明（英语：André 3000） 飾演 邁克爾·拉克洛
- 布倫特·安德森 飾演 柯特·泰納
- 琳恩·布雷克伯恩 飾演 凱咪·羅斯
- 泰·多蘭 飾演 彼德·泰納
- 雷·賀瑞拉 飾演 艾斯波西托
- 邁克爾·塞茲 飾演 衛斯·巴克斯特
- 絲凱·亞瑟·凡·弗利特 飾演 貝卡·蘇利文

### 第三季

#### 主要人物
- 費莉希蒂·霍夫曼 飾演 珍妮特·赫斯比
- 提摩西·赫頓 飾演 尼可拉斯·科茨
- 莉莉·泰勒（英语：Lili Taylor） 飾演 克萊兒·科茨
- 理查·卡布萊（英语：Richard Cabral） 飾演 艾薩克·卡斯提歐
- 康納·傑斯普 飾演 寇伊·漢森
- 貝尼托·馬丁尼茲（英语：Benito Martinez (actor)） 飾演  飾演 路易斯·薩拉札
- 蕾吉娜·金恩 飾演 凱瑪拉·沃特斯

#### 常設人物
- 吳珊卓 飾演 田中艾比
- 米凱兒·X·比澤 飾演 蓋碧兒·杜里蘭
- 肖恩·布萊克莫爾（英语：Sean Blakemore） 飾演 雷吉·波拉德
- 提姆·德凱 飾演 JD·赫斯比
- 雀莉·瓊斯 飾演 蘿莉·安·赫斯比
- 雷·賀瑞拉 飾演 艾佛瑞特·卡斯特洛
- 柯特·克勞斯 飾演 達斯汀·伊格斯
- 珍諾·莫洛尼（英语：Janel Moloney） 飾演 芮琳·布恩
- 達拉斯·羅伯茲 飾演 卡森·赫斯比
- 安娜·莫佛伊-譚（英语：Ana Mulvoy-Ten） 飾演 雪伊·瑞斯
- S·姿蓮·布洛克斯 飾演 亞曼達·麥凱
- 克萊頓·卡德納斯 飾演 迪亞哥·卡斯提歐
- 歐馬·雷瓦 飾演 馬提亞斯
- 安德魯·史蒂芬·赫南迪茲 飾演 提歐·薩拉札
- 艾登·華勒斯 飾演 尼奇·科茨

## 製作

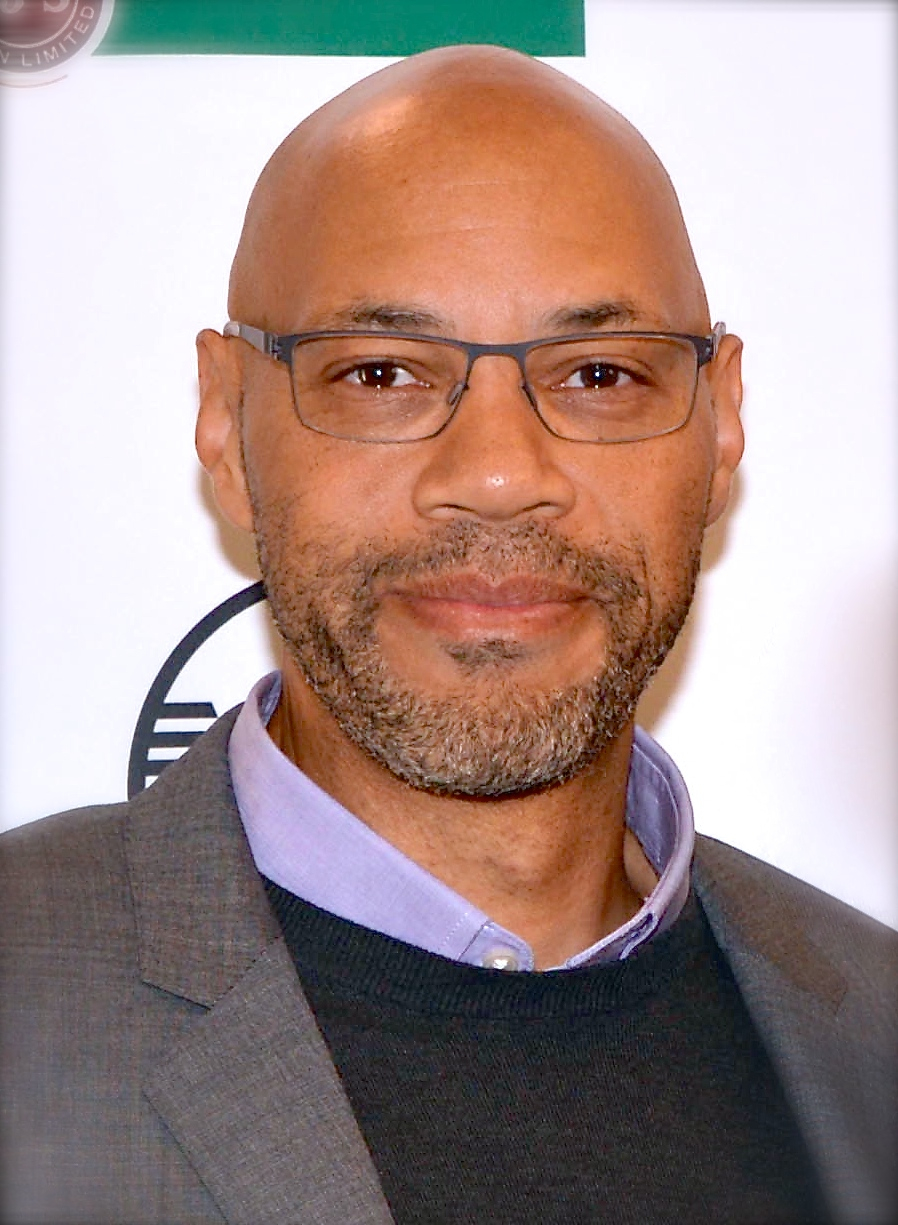
奧斯卡得主約翰·里德利身兼開創與執行製作人

### 開發
2013年10月24日，ABC宣布開發由電影《自由之心》編劇約翰·里德利開創的犯罪電視劇《美式懸罪》試播集，並由里德利和邁克爾·麥當勞（Michael McDonald）共同擔任執行製作。故事將集中於種族謀殺與隨之而來的審判過程，並透過受害者與受害者家屬來檢視整個社會。
2014年1月14日，ABC正式宣布預訂試播集，並與里德利簽署合約。1月21日，宣布里德利除了撰寫劇本外，亦將執導試播集。5月8日，ABC正式宣布預訂本系列作為2014年－2015年電視季度新劇。
2015年5月7日，ABC宣布續訂第2季，而故事將涉及青少年的性取向議題。7月16日，里德利與麥當勞透露第2季故事背景將設定於中西部，並講述涉及性向與學校制度差距之間的犯罪事件，內容將探討身理、性與社會邊緣的種族與信仰議題。
2016年5月12日，ABC宣布續訂第3季，而故事背景將設定於北卡羅萊納州阿拉曼斯郡，並探討勞工權利議題、經濟鴻溝與個人生育權等。
2017年4月9日，執行製作麥當勞於艾美獎參賽活動中，提前透露第4季將著眼於女性工作職場議題，同時也回應即便電視網與ABC工作室都相當支持他們，但收視低迷仍是他們獲得續訂的難題。5月11日，由於本劇收視欠佳，ABC最終還是宣布取消了本劇。

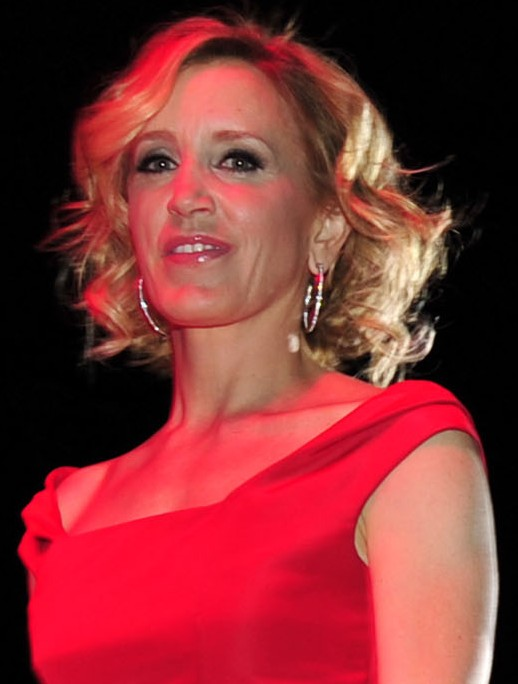
黃金時段艾美獎得主費莉希蒂·霍夫曼擔任系列女主角

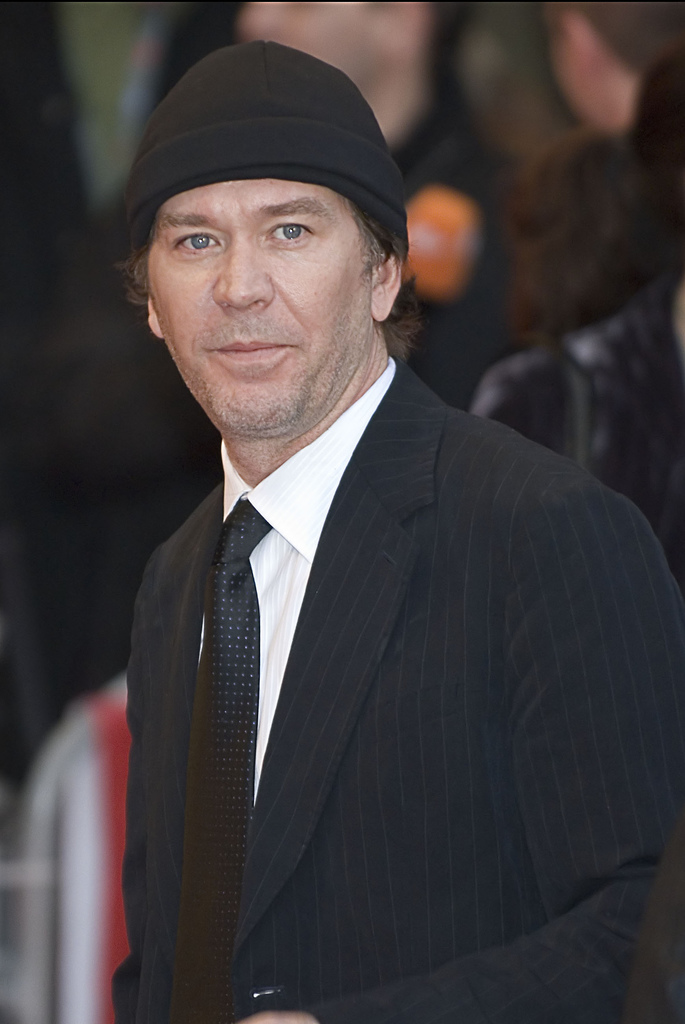
奧斯卡得主提摩西·赫頓擔任系列男主角

### 選角

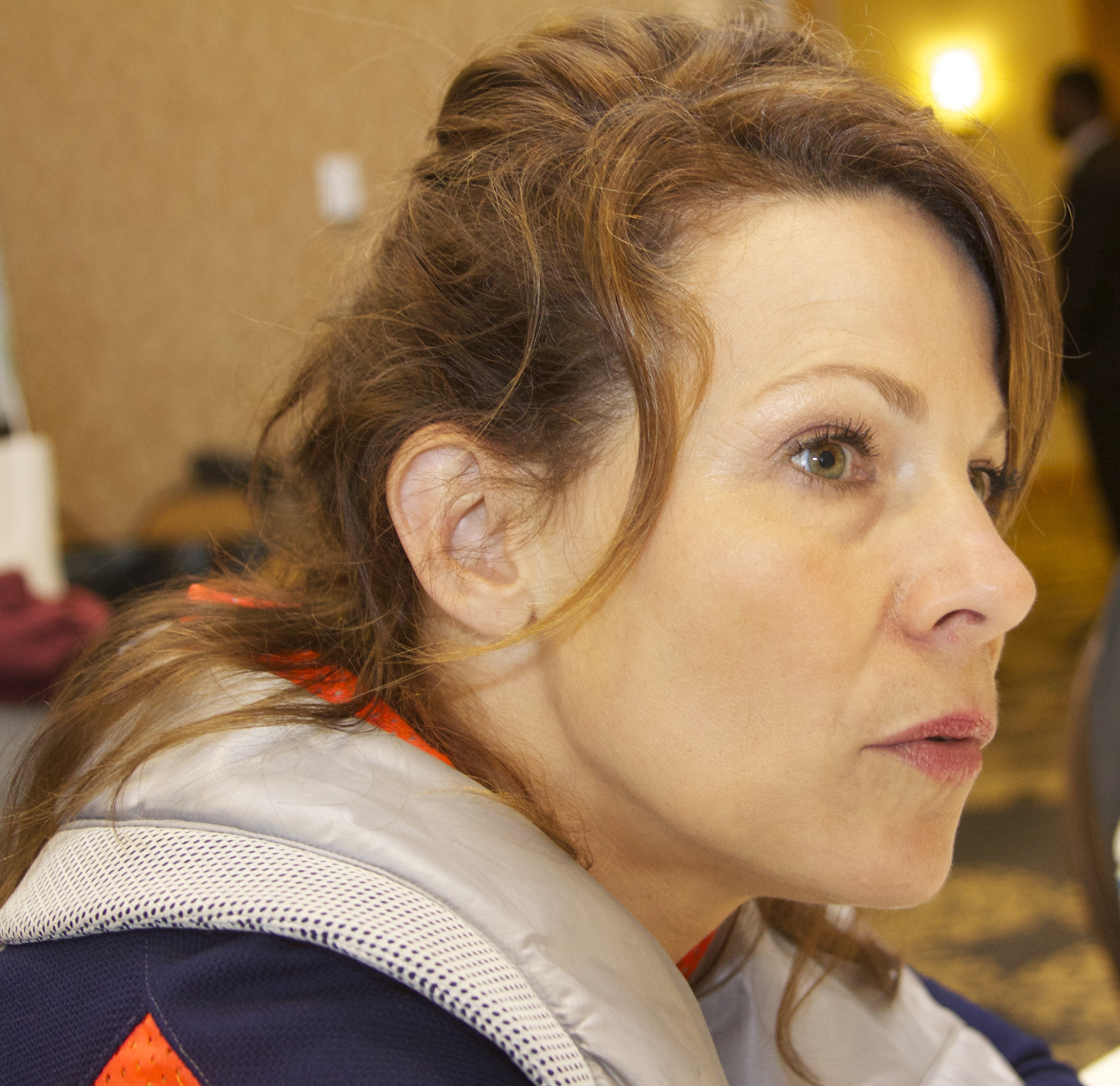
莉莉·泰勒自第2季起被提升為主演

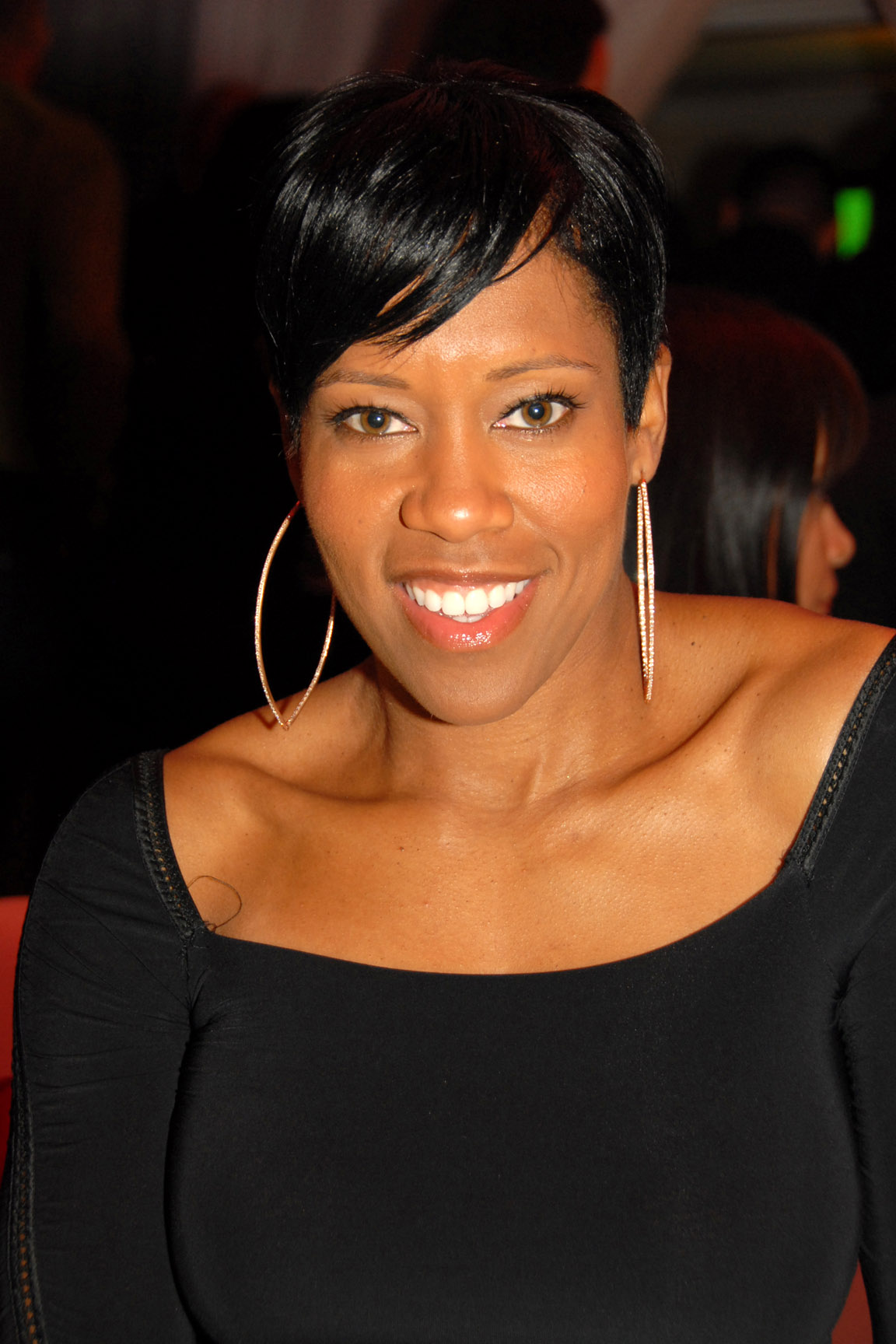
因本劇榮獲生平首座黃金時段艾美獎的蕾吉娜·金恩自第2季起提升為主演

#### 第一季
2014年2月14日，艾爾維斯·諾拉斯可與凱特琳·傑拉德為首波加入演出陣容的演員，並將飾演一對不同種族的毒癮情侶。2月21日，宣布理查·卡布萊與強尼·奧提茲加入劇組。卡布萊將飾演一名涉及攻擊並謀殺一對年輕夫婦的騙子兼毒販赫克特·唐茲，而奧提茲則將飾演對父親的規定感到厭惡亦渴望獨立的東尼·古提瑞茲。3月3日，宣布《光頭神探》貝尼托·馬丁尼茲與《死木》W·厄爾·布朗將加入劇組出演試播集。馬丁尼茲將飾演一名努力工作的喪偶中產階級父親阿朗左·古提瑞茲，布朗則將飾演受害者的父親湯姆。3月5日，宣布《偷天任務》提摩西·赫頓將飾演一名痛失兒子的父親。稍晚，宣布潘妮洛普·安·蜜勒將飾演倖存的被害者妻子伊芙。3月7日，宣布《慾望師奶》費莉希蒂·霍夫曼將與赫頓共同擔任主角，並飾演羅斯（赫頓飾演）的前妻兼被害者母親芭兒·斯寇奇。

#### 第二季
2015年5月14日，宣布費莉希蒂·霍夫曼與提摩西·赫頓將會回歸第2季，並飾演不同角色。6月16日，宣布蕾吉娜·金恩也將回歸第2季飾演不同角色，並被提升為主要演員。6月22日，宣布艾爾維斯·諾拉斯可與理查·卡布萊都將回歸第2季。6月24日，宣布於第1季客串演出的莉莉·泰勒將於第2季擔任主要演員。7月16日，透露霍夫曼與赫頓於第2季將分別飾演私立菁英學校的女校長與籃球隊教練，而卡布萊則將一改過往形象，飾演一名沒有犯罪前科或幫派背景的好人。7月21日，宣布喬伊·波拉瑞加入第2季主演陣容，飾演一名來自工人階級家庭、領獎學金的籃球員艾瑞克·勒普頓（後更改姓氏為泰納）。隔日，宣布《隕落星辰》康納·傑斯普與新人安潔莉可·瑞維拉（Angelique Rivera）加入第2季演員陣容。傑斯普將飾演事件中心人物的少年泰勒·布蘭，而瑞維拉則將飾演足以改變被指控青年的人生的唯一證人艾薇。8月3日，宣布崔佛·傑克森加入第2季主要演員陣容，飾演一名位處性侵醜聞事件中心人物，並為家庭帶來紛擾的菁英私校學生亞隆·拉克洛（後更名為凱文）。

#### 第三季
2016年6月20日，蕾吉娜·金恩為首位確定回歸第3季的演員，而她將飾演一名處於勞工問題、經濟鴻溝與個人權利之間的複雜人物。6月29日，宣布費莉希蒂·霍夫曼確定回歸第3季。7月8日，宣布理查·卡布萊將回歸第3季。7月25日，宣布提摩西·赫頓回歸第3季，並飾演一個努力保全家庭與財富的暗黑有錢人。8月1日，宣布莉莉·泰勒將回歸第3季。8月17日，宣布康納·傑斯普確定回歸第3季。8月22日，宣布貝尼托·馬丁尼茲將回歸第3季，並飾演一個找尋失蹤兒子的父親。10月25日，宣布《阿努比斯公寓》安娜·莫佛伊-譚將加入第3季飾演常規角色雪伊·瑞斯。

### 拍攝
試播集與其他集數皆於德州奧斯汀拍攝，而故事背景則是設定在加州莫德斯托中央谷地。第2季同樣於德州奧斯汀拍攝，並於2015年7月展開製作。第3季起，本劇將移師至加利福尼亞州洛杉磯拍攝。

## 評價
《美國懸罪》於編劇、導演與演技皆獲得了評論家廣泛的讚賞，其中費莉希蒂·霍夫曼與蕾吉娜·金恩的演技獲得了最多讚揚。第1季於爛番茄整合的評論中，獲得了95%新鮮度、8.32/10分（42位評論家），該網站共識：「不同角色活生生的痛苦情感寫照，加入冷酷的敘事方式與大膽的態度使得《美國懸罪》成為必看電視劇。」於Metacritic整合的評論中，第1季獲得了85分（滿分100分；35位評論家），屬極佳的讚譽。〈Deadline.com〉的多明尼克·佩登（Dominic Patten）評論本劇：「11集的有限劇集標上了公共電視網的標誌，告訴了有線電視這種類型的小螢幕電視劇並不只有他們擁有。」評論家艾德·巴克（Ed Bark）讚揚費莉希蒂·霍夫曼的演技，並期許她能獲得下屆黃金時段艾美獎。
本劇第2季同樣獲得評論家的盛讚。於爛番茄整合的評論中，第2季獲得97%新鮮度、8.34/10分（35位評論家），該網站共識：「《美式懸罪》強烈的第二季以真實的情感注入複雜的主題故事，耐心地用平實的發展呈現故事的弧度。」於Metacritic整合的評論中，第2季獲得了85分（滿分100分；26位評論家），屬極佳的讚譽。〈娛樂周刊〉評比第2季為“2016年至今最佳10大電視節目”之一，於年底則評為“2016年前20大最佳電視節目”中之第12名。〈電視指南〉也評比第2季為“2016年至今最佳10大電視節目”中的第9名，於年底則評為“2016年前20大最佳電視節目”中之第19名。
本劇第3季同樣獲得評論家的盛讚，評價更勝前兩季。於爛番茄整合的評論中，第3季獲得100%新鮮度、8.9/10分（27位評論家），該網站共識：「《美式懸罪》呈現一個充滿驚人啟示與故事引人注目、相互連結的獨特詩選劇集，情感化人類的評論而非倦怠地爭論當今議題」。於Metacritic整合的評論中，第3季獲得了90分（滿分100分；26位評論家），屬極佳的讚譽。〈新聞日報〉佛恩·蓋伊（Verne Gay）稱讚該季為“最佳電視節目中另一個輝煌、強大、動人的一季”。
評論家前十大電視節目排名
| 2015                                                                                  |
| ------------------------------------------------------------------------------------- |
| - No. 6 丹佛郵報 - No. 3 紐約郵報 - No. 4 蘇城報 - No. 5 電視內幕 - No. 10 華盛頓郵報 |

| 2016 |
| --- |
| - No. 8 每日野獸 - No. 3 鹽湖城論壇報 - No. 5 蘇城報 - No. 5 板岩雜誌（茱恩·湯瑪斯） - No. 8 TVLine（劇情類） - No. 7 巴奇叔叔 - – CNN - – 環球郵報 - – 費城每日新聞 |

| 2017                              |
| --------------------------------- |
| - No. 9 娛樂周刊 - No. 9 流行文化 |

## 收視
| 季數 | 播出時間（ET） | 集數 | 首映          | 首映          | 季終          | 季終          | 電視季度 | 18–49歲 收視 排名 | 18–49歲 收視 平均 | 收視人数 排名 （百萬） | 平均 收視人数 （百萬） |
| 季數 | 播出時間（ET） | 集數 | 日期          | 收視 （百萬） | 日期          | 收視 （百萬） | 電視季度 | 18–49歲 收視 排名 | 18–49歲 收視 平均 | 收視人数 排名 （百萬） | 平均 收視人数 （百萬） |
| ---- | -------------- | ---- | ------------- | ------------- | ------------- | ------------- | -------- | ----------------- | ----------------- | ---------------------- | ---------------------- |
| 1    | 星期四 22:00   | 11   | 2015年3月5日  | 8.37          | 2015年5月14日 | 4.21          | 2015     | 90                | 1.7               | 85                     | 6.70                   |
| 2    | 星期三 22:00   | 10   | 2016年1月6日  | 4.74          | 2016年3月9日  | 3.70          | 2016     | 78                | 1.6               | 76                     | 6.03                   |
| 3    | 星期日 22:00   | 8    | 2017年3月12日 | 2.67          | 2017年4月30日 | 2.00          | 2017     | 130               | 0.7               | 115                    | 3.33                   |

## 獎項

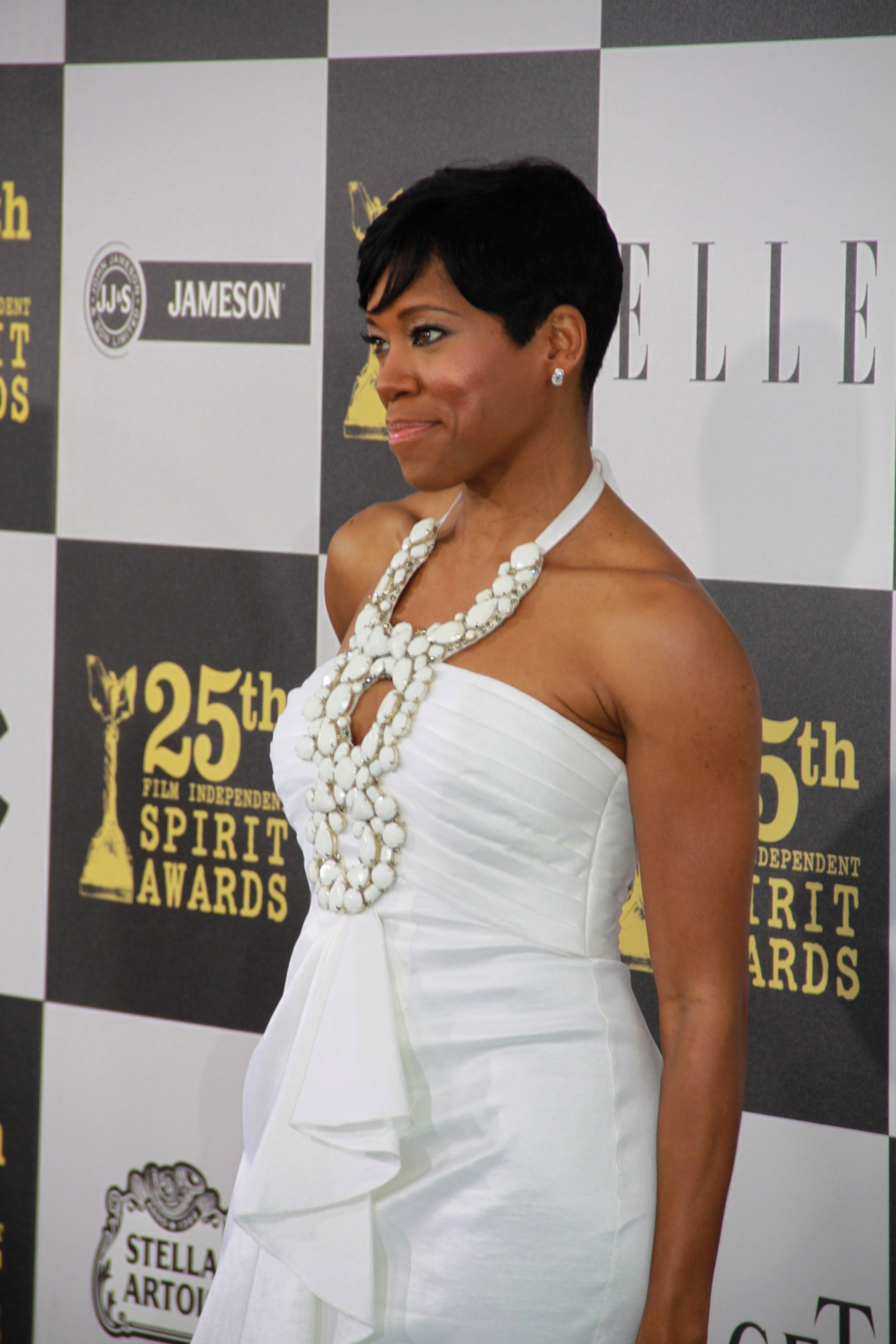
蕾吉娜·金恩蟬聯兩屆黃金時段艾美獎最佳有限劇集及電視電影女配角獎

| 年度 | 大獎                   | 獎項                                       | 入圍者 | 結果 |
| ---- | ---------------------- | ------------------------------------------ | --- | ---- |
| 2015 | 評論家選擇電視獎       | 最佳有限劇集獎                             | 最佳有限劇集獎 | 提名 |
| 2015 | 評論家選擇電視獎       | 電視電影及有限劇集最佳女演員獎             | 費莉希蒂·霍夫曼 | 提名 |
| 2015 | 評論家選擇電視獎       | 電視電影及有限劇集最佳男配角獎             | 艾爾維斯·諾拉斯可 | 提名 |
| 2015 | Gold Derby電視獎       | 最佳電視電影／迷你劇獎                     | 最佳電視電影／迷你劇獎 | 提名 |
| 2015 | Gold Derby電視獎       | 最佳電視電影／迷你劇女演員獎               | 費莉希蒂·霍夫曼 | 提名 |
| 2015 | 在線電影與電視協會獎   | 最佳迷你劇獎                               | 最佳迷你劇獎 | 提名 |
| 2015 | 在線電影與電視協會獎   | 電視電影及迷你劇最佳男演員獎               | 提摩西·赫頓 | 提名 |
| 2015 | 在線電影與電視協會獎   | 電視電影及迷你劇最佳女演員獎               | 費莉希蒂·霍夫曼 | 提名 |
| 2015 | 在線電影與電視協會獎   | 電視電影及迷你劇最佳男配角獎               | 理查·卡布萊 | 提名 |
| 2015 | 在線電影與電視協會獎   | 電視電影及迷你劇最佳導演獎                 | 電視電影及迷你劇最佳導演獎 | 提名 |
| 2015 | 在線電影與電視協會獎   | 電視電影及迷你劇最佳編劇獎                 | 電視電影及迷你劇最佳編劇獎 | 提名 |
| 2015 | 在線電影與電視協會獎   | 影集類最佳攝影獎                           | 影集類最佳攝影獎 | 提名 |
| 2015 | 在線電影與電視協會獎   | 非系列型影集最佳音效獎                     | 非系列型影集最佳音效獎 | 提名 |
| 2015 | 黃金時段艾美獎         | 最佳有限劇集獎                             | 最佳有限劇集獎 | 提名 |
| 2015 | 黃金時段艾美獎         | 最佳有限劇集及電視電影男主角獎             | 提摩西·赫頓 | 提名 |
| 2015 | 黃金時段艾美獎         | 最佳有限劇集及電視電影女主角獎             | 費莉希蒂·霍夫曼 | 提名 |
| 2015 | 黃金時段艾美獎         | 最佳有限劇集及電視電影男配角獎             | 理查·卡布萊 | 提名 |
| 2015 | 黃金時段艾美獎         | 最佳有限劇集及電視電影女配角獎             | 蕾吉娜·金恩 | 獲獎 |
| 2015 | 黃金時段艾美獎         | 最佳有限劇集、電視電影及戲劇特輯編劇獎     | 約翰·里德利（集數：「第一集」） | 提名 |
| 2015 | 黃金時段艾美獎         | 最佳有限劇集、電視電影及戲劇特輯選角獎     | 金·柯爾曼、貝絲·賽普科·琳賽 | 提名 |
| 2015 | 黃金時段艾美獎         | 最佳有限劇集、電視電影及戲劇特輯單鏡剪輯獎 | 集數：「第一集」 | 提名 |
| 2015 | 黃金時段艾美獎         | 最佳有限劇集、電視電影及戲劇特輯音效剪輯獎 | 集數：「第一集」 | 提名 |
| 2015 | 黃金時段艾美獎         | 最佳有限劇集及電視電影音效混合獎           | 集數：「第七集」 | 提名 |
| 2015 | 形象獎                 | 最佳黃金時段節目獎－特輯及電視電影類       | 最佳黃金時段節目獎－特輯及電視電影類 | 獲獎 |
| 2016 | 衛星獎                 | 最佳劇情類影集獎                           | 最佳劇情類影集獎 | 提名 |
| 2016 | 衛星獎                 | 最佳劇情類影集男演員獎                     | 提摩西·赫頓 | 提名 |
| 2016 | 衛星獎                 | 最佳劇情類影集女演員獎                     | 費莉希蒂·霍夫曼 | 提名 |
| 2016 | 衛星獎                 | 最佳影集、迷你劇與電視電影男配角獎         | 艾爾維斯·諾拉斯可 | 提名 |
| 2016 | 衛星獎                 | 最佳影集、迷你劇與電視電影女配角獎         | 蕾吉娜·金恩 | 提名 |
| 2016 | 衛星獎                 | 最佳電視整體演出獎                         | 費莉希蒂·霍夫曼、提摩西·赫頓、W·厄爾·布朗、理查·卡布萊、蕾吉娜·金恩、凱特琳·傑拉德、貝尼托·馬丁尼茲、潘妮洛普·安·蜜勒、艾爾維斯·諾拉斯可、強尼·奧提茲 | 獲獎 |
| 2016 | 有色人種促進協會形象獎 | 最佳電視電影、迷你劇及戲劇特輯獎           | 最佳電視電影、迷你劇及戲劇特輯獎 | 提名 |
| 2016 | 有色人種促進協會形象獎 | 戲劇類影集最佳女配角獎                     | 蕾吉娜·金恩 | 獲獎 |
| 2016 | 有色人種促進協會形象獎 | 戲劇類影集最佳導演獎                       | 約翰·里德利（集數：「第一集」） | 獲獎 |
| 2016 | 有色人種促進協會形象獎 | 戲劇類影集最佳導演獎                       | 米莉森·薛爾頓（集數：「第十集」） | 提名 |
| 2016 | 有色人種促進協會形象獎 | 戲劇類影集最佳編劇獎                       | 約翰·里德利（集數：「第一集」） | 提名 |
| 2016 | 金球獎                 | 最佳電視有限劇集及電視電影獎               | 最佳電視有限劇集及電視電影獎 | 提名 |
| 2016 | 金球獎                 | 最佳電視有限劇集及電視電影女演員獎         | 費莉希蒂·霍夫曼 | 提名 |
| 2016 | 金球獎                 | 最佳電視影集、有限劇集及電視電影女配角獎   | 蕾吉娜·金恩 | 提名 |
| 2016 | 美國製片人協會獎       | 電視長片最佳製作人大衛·L·沃爾泊獎          | 約翰·里德利、邁克爾·J·麥當勞、茱莉·賀伯特、史黛西·A·里托約翰、黛安娜·孫、凱斯·赫夫、蘿莉-艾妲·塔布                                                    | 提名 |
| 2016 | 黑膠卷獎               | 最佳電視電影或有限劇集獎                   | 最佳電視電影或有限劇集獎 | 提名 |
| 2016 | 黑膠卷獎               | 電視電影或有限劇集類最佳女配角獎           | 蕾吉娜·金恩 | 獲獎 |
| 2016 | 黑膠卷獎               | 電視電影或有限劇集類最佳導演獎             | 約翰·里德利（集數：「第一集」） | 提名 |
| 2016 | 黑膠卷獎               | 電視電影或有限劇集類最佳劇本獎             | 約翰·里德利（集數：「第一集」） | 獲獎 |
| 2016 | 黑膠卷獎               | 電視電影或有限劇集類最佳劇本獎             | 史黛西·A·里托約翰（集數：「第七集」） | 提名 |
| 2016 | 女性形象網路獎         | 最佳電視電影及迷你劇集獎                   | 最佳電視電影及迷你劇集獎 | 提名 |
| 2016 | 女性形象網路獎         | 電視電影及迷你劇集最佳女演員獎             | 費莉希蒂·霍夫曼 | 獲獎 |
| 2016 | 影音協會獎             | 最佳電視電影及迷你劇音效混合成就獎         | 班·勞瑞、瑞克·諾曼、萊恩·戴維斯（集數：「第一集」）                                                                                                   | 提名 |
| 2016 | 影集狂熱節             | 影集評論家協會獎                           | 影集評論家協會獎 | 提名 |
| 2016 | Gold Derby電視獎       | 最佳電視電影／迷你劇獎                     | 最佳電視電影／迷你劇獎 | 提名 |
| 2016 | Gold Derby電視獎       | 最佳電視電影／迷你劇女演員獎               | 費莉希蒂·霍夫曼 | 提名 |
| 2016 | Gold Derby電視獎       | 最佳電視電影／迷你劇女演員獎               | 莉莉·泰勒 | 提名 |
| 2016 | Gold Derby電視獎       | 最佳電視電影／迷你劇男配角獎               | 康納·傑斯普 | 提名 |
| 2016 | Gold Derby電視獎       | 最佳電視電影／迷你劇男配角獎               | 喬伊·波拉瑞 | 提名 |
| 2016 | Gold Derby電視獎       | 最佳電視電影／迷你劇女配角獎               | 蕾吉娜·金恩 | 提名 |
| 2016 | Gold Derby電視獎       | 年度表現獎                                 | 蕾吉娜·金恩 | 提名 |
| 2016 | Gold Derby電視獎       | 年度表現突出獎                             | 康納·傑斯普 | 提名 |
| 2016 | Gold Derby電視獎       | 年度表現突出獎                             | 喬伊·波拉瑞 | 提名 |
| 2016 | 在線電影與電視協會獎   | 電視電影及有限劇集最佳女演員獎             | 費莉希蒂·霍夫曼 | 提名 |
| 2016 | 在線電影與電視協會獎   | 電視電影及有限劇集最佳女演員獎             | 莉莉·泰勒 | 提名 |
| 2016 | 在線電影與電視協會獎   | 電視電影及有限劇集最佳女配角獎             | 蕾吉娜·金恩 | 提名 |
| 2016 | 黃金時段艾美獎         | 最佳有限劇集獎                             | 最佳有限劇集獎 | 提名 |
| 2016 | 黃金時段艾美獎         | 最佳有限劇集及電視電影女主角獎             | 費莉希蒂·霍夫曼 | 提名 |
| 2016 | 黃金時段艾美獎         | 最佳有限劇集及電視電影女主角獎             | 莉莉·泰勒 | 提名 |
| 2016 | 黃金時段艾美獎         | 最佳有限劇集及電視電影女配角獎             | 蕾吉娜·金恩 | 獲獎 |
| 2016 | 形象獎                 | 最佳黃金時段電視節目獎－電視類             | 最佳黃金時段電視節目獎－電視類 | 提名 |
| 2016 | Poppy Awards           | 有限劇集／電視電影類最佳男配角獎           | 康納·傑斯普 | 提名 |
| 2016 | 評論家選擇電視獎       | 最佳電視電影或有限劇集女演員獎             | 費莉希蒂·霍夫曼 | 提名 |
| 2016 | 評論家選擇電視獎       | 最佳電視電影或有限劇集女演員獎             | 莉莉·泰勒 | 提名 |
| 2016 | 評論家選擇電視獎       | 最佳電視電影或有限劇集女配角獎             | 蕾吉娜·金恩 | 獲獎 |
| 2016 | 衛星獎                 | 最佳劇情類影集獎                           | 最佳劇情類影集獎 | 提名 |
| 2016 | 衛星獎                 | 最佳劇情類／體裁影集女演員獎               | 費莉希蒂·霍夫曼 | 提名 |
| 2017 | 金球獎                 | 最佳電視有限劇集及電視電影獎               | 最佳電視有限劇集及電視電影獎 | 提名 |
| 2017 | 金球獎                 | 最佳電視有限劇集及電視電影女演員獎         | 費莉希蒂·霍夫曼 | 提名 |
| 2017 | 美國演員工會獎         | 最佳電視電影及有限劇集女演員獎             | 費莉希蒂·霍夫曼 | 提名 |
| 2017 | 有色人種促進協會形象獎 | 最佳電視電影、有限劇集及戲劇特輯獎         | 最佳電視電影、有限劇集及戲劇特輯獎 | 提名 |
| 2017 | 有色人種促進協會形象獎 | 電視電影、有限劇集及戲劇特輯最佳女演員獎   | 蕾吉娜·金恩 | 獲獎 |
| 2017 | 黑膠卷獎               | 最佳電視電影或有限劇集獎                   | 最佳電視電影或有限劇集獎 | 提名 |
| 2017 | 黑膠卷獎               | 電視電影或有限劇集類最佳導演獎             | 約翰·里德利（集數：「第二季：第一集」） | 提名 |
| 2017 | 黑膠卷獎               | 電視電影或有限劇集類最佳劇本／編劇獎       | 約翰·里德利（集數：「第二季：第一集」） | 提名 |
| 2017 | 黑膠卷獎               | 電視電影或有限劇集類最佳男配角獎           | 安德烈·L·班傑明 | 提名 |
| 2017 | 黑膠卷獎               | 電視電影或有限劇集類最佳女配角獎           | 蕾吉娜·金恩 | 獲獎 |
| 2017 | 美國編劇工會獎         | 長篇原創系列－電視類                       | 全體編劇群 | 提名 |
| 2017 | Cine Awards            | 最佳迷你劇集及有限劇集獎                   | 最佳迷你劇集及有限劇集獎 | 提名 |
| 2017 | Cine Awards            | 最佳迷你劇集及有限劇集男主角獎             | 提摩西·赫頓 | 提名 |
| 2017 | Cine Awards            | 最佳迷你劇集及有限劇集女主角獎             | 費莉希蒂·霍夫曼 | 提名 |
| 2017 | Cine Awards            | 最佳迷你劇集及有限劇集女主角獎             | 莉莉·泰勒 | 提名 |
| 2017 | Cine Awards            | 最佳迷你劇集及有限劇集男配角獎             | 康納·傑斯普 | 提名 |
| 2017 | Cine Awards            | 最佳迷你劇集及有限劇集女配角獎             | 蕾吉娜·金恩 | 提名 |
| 2017 | 黃金預告片獎           | 最佳紀錄片／實境電視系列海報獎             | 最佳紀錄片／實境電視系列海報獎 | 提名 |
| 2017 | 皮博迪獎               | 娛樂類                                     | 娛樂類 | 提名 |
| 2017 | 黑膠卷電視獎           | 最佳電視電影／有限劇集獎                   | 最佳電視電影／有限劇集獎 | 提名 |
| 2017 | 黑膠卷電視獎           | 電視電影／有限劇集最佳女配角獎             | 蕾吉娜·金恩 | 獲獎 |
| 2017 | 黑膠卷電視獎           | 電視電影／有限劇集最佳導演獎               | 譚雅·漢彌頓（集數：「第三季：第五集」） | 提名 |
| 2017 | 黑膠卷電視獎           | 電視電影／有限劇集最佳導演獎               | 薇多莉亞·馬霍尼（集數：「第三季：第三集」） | 提名 |
| 2017 | 黑膠卷電視獎           | 電視電影／有限劇集最佳編劇獎               | 約翰·里德利（集數：「第三季：第一集」） | 提名 |
| 2017 | 黑膠卷電視獎           | 電視電影／有限劇集最佳編劇獎               | 柯克·A·摩爾（集數：「第三季：第七集」） | 提名 |
| 2017 | 形象獎                 | 最佳黃金時段節目獎－特輯及電視電影類       | 最佳黃金時段節目獎－特輯及電視電影類 | 獲獎 |
| 2017 | 洛基獎                 | 最佳劇情類影集獎：英語                     | 最佳劇情類影集獎：英語 | 獲獎 |
| 2017 | 洛基獎                 | 年度節目統籌獎                             | 約翰·里德利 | 獲獎 |
| 2017 | 在線電影與電視協會獎   | 電視電影及有限劇集最佳女演員獎             | 費莉希蒂·霍夫曼 | 提名 |
| 2017 | 在線電影與電視協會獎   | 電視電影及有限劇集最佳女配角獎             | 蕾吉娜·金恩 | 提名 |
| 2017 | 在線電影與電視協會獎   | 電視電影及有限劇集最佳整體演出獎           | 電視電影及有限劇集最佳整體演出獎 | 提名 |
| 2017 | 黃金時段艾美獎         | 最佳有限劇集及電視電影女主角獎             | 費莉希蒂·霍夫曼 | 提名 |
| 2017 | 黃金時段艾美獎         | 最佳有限劇集及電視電影女配角獎             | 蕾吉娜·金恩 | 提名 |
| 2018 | 評論家選擇電視獎       | 電視電影或有限劇集最佳男配角獎             | 貝尼托·馬丁尼茲 | 提名 |
| 2018 | 評論家選擇電視獎       | 電視電影或有限劇集最佳女配角獎             | 蕾吉娜·金恩 | 提名 |
| 2018 | 有色人種促進協會形象獎 | 電視電影、有限劇集及戲劇特輯最佳女演員獎   | 蕾吉娜·金恩 | 提名 |
| 2018 | 衛星獎                 | 最佳影集、迷你劇及電視電影女配角獎         | 蕾吉娜·金恩 | 提名 |
| 2018 | Cine Awards            | 最佳迷你劇集及有限劇集獎                   | 最佳迷你劇集及有限劇集獎 | 提名 |
| 2018 | Cine Awards            | 最佳迷你劇集及有限劇集女配角獎             | 費莉希蒂·霍夫曼 | 提名 |
| 2018 | Cine Awards            | 最佳迷你劇集及有限劇集女配角獎             | 莉莉·泰勒 | 提名 |
| 2018 | Cine Awards            | 最佳迷你劇集及有限劇集女配角獎             | 蕾吉娜·金恩 | 提名 |
| 2018 | 青年演藝人獎           | 最佳客串青年女演員獎－電視影集             | 凱特琳·迪亞斯 | 提名 |

## 海外播出
| 香港FOX Crime - | 香港FOX Crime -                         | 香港FOX Crime - |
| --------------- | --------------------------------------- | --------------- |
|                 | 美式懸罪（第一季） （2015年4月9日 - ）  |                 |
| —               | —                                       |                 |
| 香港FOX Crime - |                                         |                 |
| —               | 美式懸罪（第二季） （2016年4月20日 - ） | —               |
| 香港FOX Crime - |                                         |                 |
| —               | 美式懸罪（第三季） （2017年5月25日 - ） | —               |

## 外部連結
- 官方网站（英文）
- 互联网电影数据库（IMDb）上《美式懸罪》的资料（英文）